# Шумилівка
Шумилівка (Суминщина, Шумілувка, пол. Szumiłówka) — село в Польщі, у гміні Нурець-Станція Сім'ятицького повіту Підляського воєводства.

## Історія
Вперше згадується у XVII столітті. У 1975—1998 роках село належало до Білостоцького воєводства.